# Julius Kost
Julius Kost (* 1807 in Meißen; † 16. Juni 1888 in Düsseldorf) war ein deutscher Maler der Düsseldorfer Schule.

## Leben
Kost studierte Malerei an der Kunstakademie Düsseldorf. Von 1840 bis 1843 war er Schüler in der Landschafterklasse von Johann Wilhelm Schirmer. Auch war er Mitglied des Künstlervereins Malkasten. Kost, der als Maler in Düsseldorf lebte, schuf Landschaften, Stadtansichten und Genrebilder. Für das jüdische Lehrerseminar von Wolf Feilchenfeld war er als Zeichenlehrer tätig.

## Werke (Auswahl)

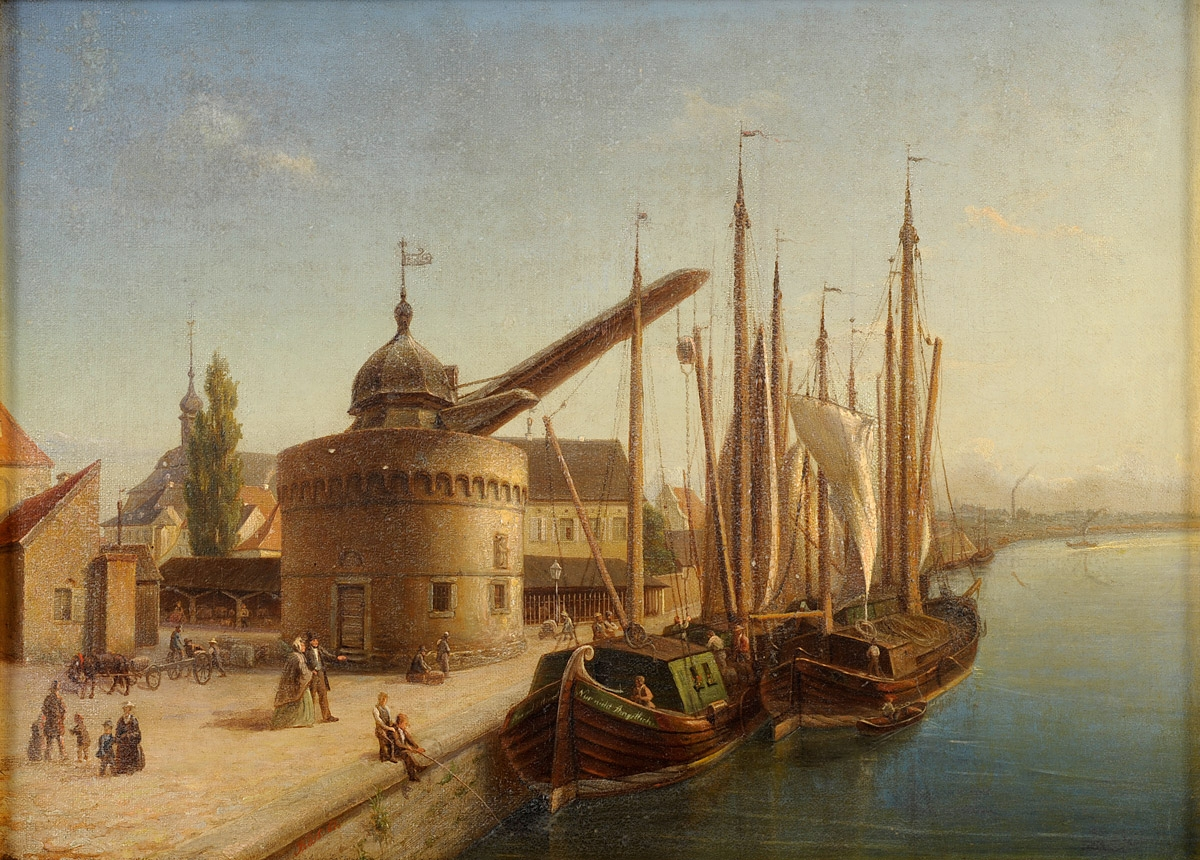
Ansicht des Krans am Alten Hafen, Düsseldorf, 1861

- Motiv von Trarbach (Architekturbild), erworben auf der Ausstellung des Kunstvereins für die Rheinlande und Westfalen von 1848 von der Witwe des Franz von Spee[5]
- Die Hauptwache auf dem Burgplatz, Düsseldorf, vor 1858[6]
- Ansicht des Krans am Alten Hafen, Düsseldorf, 1861
- Haus Alleestraße 108, Bleistiftzeichnung, laviert auf Papier, 1872[7]